# 木咲直人
木咲 直人（きのさき なおと、1987年6月11日 - ）は、日本の元俳優。奈良県出身。龍谷大学経済学部在学中にテレビドラマ「斉藤さん」でデビュー。かつてスターダストプロモーションに所属していた。身長177cm。

## 主な出演作品

### テレビドラマ
- 斉藤さん（2008年1月 - 3月、日本テレビ）
- だんだん（2008年9月 - 2009年3月、NHK） - 田島健太郎 役
- 万葉ラブストーリー 春 第1話（2009年5月22日、NHK奈良） - 純一 役
- 筆談ホステス(2010年1月 毎日放送)
- 世界の子供がSOS!THE★仕事人バンクマチャアキJAPAN第4回 ウガンダ (2010年3月)
- 15歳の志願兵  (2010年8月NHKスペシャル終戦特集ドラマ)
- TOKYO コントロール（2011年1月 - 3月、フジテレビNEXT） - 高橋広大 役
- 世界の子供がSOS!THE★仕事人バンクマチャアキJAPAN第5回 ネパール(2011年3月)
- やさしい花（2011年9月16日、NHK）
- 江〜姫たちの戦国〜（2011年11月27日、NHK） - 徳川家光役

### PV
- miwa 春になったら  (2011年2月)
- GReeeeN 花唄  (2011年6月)

### CM
- 2007年 西日本旅客鉄道「さわやか通学マナーキャンペーン」（ポスター）
- 2012年7月docomo アニメストア

### 舞台
- Love Musical(2009年9月)
- だんだん（2009年10月1日 - 11月10日、大阪松竹座ほか）
- HAMLET-青い薔薇の口づけ-(2010年4月)
- メモリーズ5  (2010年6月)
- 帰路  (2011年9月)
- ミスターXからの招待状  (2011年10月)
- ディーラーズ・チョイス  (2012年6月)